# 2С34 «Хоста»
2С34 «Хоста» (спочатку 2С1М) — російська 120-мм самохідна артилерійська установка. САУ 2С34 є глибокою модернізацією 2С1 «Гвоздика» з впровадженням низки напрацювань і складових від 2С31 «Вєна», 2С23 «Нона-СВК», а також «Об'єкту 118» (ГМЗ). 2С34 «Хоста» розроблена у м. Пермі на Мотовиліхинському заводі
«Хоста» призначена для придушення живої сили, артилерійських і мінометних батарей, ракетних установок, броньованих цілей, вогневих засобів та пунктів управління на відстані до 14 кілометрів.

## Бойове застосування

### Російсько-українська війна
14 березня 2022 року, під час великої російської навали, українським захисникам вдалось захопити першу САУ «Хоста».
2 квітня 2022 року у Чернігівській області українські сили оборони захопили другу 2С34 «Хоста».
13 січня 2024 року Українські військові на Таврійському напрямку уразили зенітний ракетний комплекс «Тор» та рідкісну російську самохідну артилерійську установку «Хоста».